# Langues aux Kiribati
Les langues parlées aux Kiribati sont au nombre de trois :
- le gilbertin, la langue vernaculaire d'environ 100 000 locuteurs, langue officielle ;
- l'anglais, la langue de l'ancien occupant colonial, enseignée à partir du secondaire ;
- le tuvaluan, parlée par les descendants des habitants des îles Ellice qui sont restés aux Kiribati lors de l'indépendance.